# Kenji Higuchi
Kenji Higuchi (樋口 健二, Higuchi Kenji, né le 10 mars 1937) est professeur de photographie dans plusieurs institutions de Tokyo et formateur au « Nippon Photography Institute » (日本写真芸術専門学校, Nihon Shashin Geijutsu Senmon Gakkō). Il est le fils aîné d'un cultivateur et à l'âge de 24 ans s'est mis à la photographie après avoir vu les célèbres photos de guerre de Robert Capa. Il a publié quelques-unes des premières images de travailleurs du nucléaire à l’œuvre à l'intérieur d'un réacteur en 1977. Les photos de Higuchi montrent principalement des personnes et des situations liées à des questions nucléaires et il a remporté un Nuclear-Free Future Award en 2001 dans la catégorie « Éducation »,.
Higuchi a documenté les luttes des victimes de radiation et, en plus d'un demi-siècle, a écrit 19 livres, dont The Truth About Nuclear Plants et Erased Victims. Depuis l'accident nucléaire de Fukushima en 2011, son travail a attiré plus d'attention.